# 松本誠
松本 誠（まつもと まこと、1883年（明治16年）10月1日 - 没年不詳）は、朝鮮総督府官僚。

## 経歴
東京府東京市神田区（現在の東京都千代田区）出身。1909年（明治42年）、東京帝国大学法科大学政治科を卒業し、高等文官試験に合格。朝鮮総督府属、内務部庶務課長、平安北道財務部長、同第二部長、慶尚北道第二部長、京畿道第二部長、忠清南道第一部長、同内務部長、全羅北道内務部長、京畿道内務部長を歴任した。さらに財務局理財課長、鉄道局理事、専売局長を務め、1931年（昭和6年）に京畿道知事に就任した。
1934年（昭和9年）に退官した後は、朝鮮製錬株式会社社長、朝鮮金融組合聯合会長などを務めた。
戦後、公職追放となった。